# One Against the Wind
Pour plus de détails, voir Fiche technique et Distribution.
One Against the Wind est un téléfilm américano-luxembourgeois réalisé par Larry Elikann diffusé en 1991 sur le réseau CBS.

## Synopsis
(Inspirée d'une histoire vraie) Pendant la seconde guerre mondiale, en France, une infirmière, Mary Lindell, vient en aide à un soldat parachuté, blessé, le Major James Leggatt. Elle lui fera rejoindre l'Angleterre via un réseau de résistance.....puis elle continuera d'aider d'autres soldats.

## Fiche technique
- Titre : One Against the Wind
- Réalisation : Larry Elikann
- Musique : Lee Holdridge
- Directeur de la photographie : Dennis C. Lewiston
- Montage : Peter V. White
- Distribution des rôles : Joyce Gallie
- Création des décors : John Blezard
- Direction artistique : Alan Cassie
- Décorateur de plateau : Simon Wakefield
- Création des costumes : Betsy Heimann
- Pays :  Luxembourg,  États-Unis
- Genre : Drame
- Durée : 96 minutes

## Distribution
- Judy Davis : Comtesse Mary Lindell
- Sam Neill : Major James Leggatt
- Anthony Higgins : SS Capt. Herman Gruber
- Kate Beckinsale : Barbe Lindell
- Christien Anholt : Maurice Lindell, le fils de Mary
- Frank Middlemass : Dubois
- Denholm Elliott : le père Leblanc
- David Ryall : Dumont, Mary's Lawyer
- Peter Cellier : Court General
- Mark Wing-Davey : Col. Miles Grant, Leggat's CO
- Michael Sapieha : Erich Von Stultsberg
- Stevan Rimkus : German Pilot

## Autour du téléfilm
- One Against the Wind est le dernier téléfilm de l'acteur Denholm Elliott, décédé en 1992.